# البساسيري
أبو الحارثِ أرسلانُ بن عبدِ الله البساسيري الملقب بالمُظفر وملك الأمراء، مملوك من أصل تركي، كان مملوكاً لبهاء الدولة البُويهي، وتدرّج في المناصب حتى غدا الحاكم العسكري ثم قائداً للجيش، كما كان على خلاف كبير مع ابن المُسلِمة رئيس الرؤساء وزير الخليفة القائم بأمر الله الذي سعى إلى الاتصال بالسلاجقة حين أدرك أن نهاية البويهيين قد دنت.
طاردته كوكبة من فرسان طُغرُل بك وأرغمته على خوض معركة خاسرة، أُسِر وقُتِل فيها، وأُرسل رأسه إلى السلطان.

## حياته السياسية
كان البساسيري مملوك من أصل تركي مولاه من بلدة «بَسَا» في فارس، وأصبح مملوكاً من مماليك بهاء الدولة البُويهي، تقلبت به الأمور حتى بلغ ملك الأمراء في عهد القائم بالله الخليفة العباسي.
تطلع الخليفة المُستَنصِر بالله الفاطمي صاحبِ مِصر إلى بغداد حاضرة الخلافة العباسية السُّنّية ليضمها إلى سلطانه، فنجح في استمالة البساسيري أحد قادة العباسيين، ومدّه بالأموال والذخائر . فثار على الخليفة العباسي في فتنة عظيمة شارَكه فيها قُريشُ بنُ بَدران العُقيليُّ، واستولى على بغداد، وأقام الخطبة بها للمُستَنصِر لمدة عام وذلك في سنة (450هـ / 1058م).
استنجد الخليفة العباسي بالسلطان طغرل بك ، واضطر البساسيري مغادرة بغداد إلى الرحبة على الفرات حين علم أن زعيم السلاجقة طغرل بك في طريقه إلى بغداد. عندئذ طلب دعم الخليفة المستنصر العبيدي الفاطمي لغزو بغداد وَوَضْعِ حدٍ للتوسع السلجوقي، فعيّنه الخليفة حاكماً على الرحبة وأرسل إليه مبلغاً من المال وكميات من الأسلحة والخيول وغير ذلك. وفي عام 448هـ / 1056م تعاظمت الدعاية الفاطمية بإرسال الرسائل إلى أمراء العراق والجزيرة، وبذلك تمكن البساسيري سنة 448هـ من إلحاق هزيمة كبيرة بالسلاجقة الذين يقودهم قتلمش ابن عمّ طغرل وحليفه قريش، وفرّ قتلمش إلى أذربيجان في حين أُسِر قريشٌ بعد جرحه، فانحاز إلى صف البساسيري، ثم ما لبث طغرل أن عاد إلى مهاجمة الموصل واستولى عليها، ثم غادرها إلى نصيبين حيث انضم إليه فيها كلّ من دبيس وقريش، فعاد البساسيري إلى الرحبة برفقة الجنود الأتراك ومجموعة من قبيلة عُقيل، لكن قريشاً عاد إلى صف البساسيري إثر وصول شقيق السلطان السلجوقي إبراهيم ينَّال. ترك طغرل ينَّال في الموصل وعاد إلى بغداد، لكن ينَّال طمع في السلطنة فتمرد على أخيه واتصل بالبساسيري وبالدّاعي المؤيد في الدين هبة الله الشيرازي في حلب، وتعهد بإقامة الخطبة للفاطميين، فطارده طغرل بك، واغتنم البساسيري الفرصة فيمّم شطر بغداد وقد خلت من السلاجقة.
تمكّن في السادس ذي القعدة سنة 450 هـ، من دخول الجانب الغربي من المدينة، وعبر النهر وهاجم قصر الخليفة واستولى على شارات الخلافة وأرسلها إلى القاهرة، واحتفل بعيد الأضحى وعلى رأسه الألوية الفاطمية. وأمر بقتل الوزير ابن المُسلمة، في حين لجأ الخليفة القائم بأمر الله إلى مُهارش قريب قريش صاحب الحديثة وعانة. واستولى بعدها البساسيري على واسط والبصرة من دون أن يتمكّن من ضم خوزستان (الأهواز) إلى سيطرة الفاطميين.
أخذ طغرل يعدّ العدّة للرجوع إلى بغداد، فحاول البساسيري في هذه الأثناء مفاوضة الخليفة مؤملاً منه التخلي عن السلاجقة، لكنه أخفق في مسعاه، في حين نجح طغرل في إطلاق سراح الخليفة، واجتمع به في النهروان، وعادا معاً إلى بغداد فغادرها البساسيري وأسرته باتجاه الكوفة.

## مقتله
في منتصف شهر ذي الحجة سنة 451هـ/يناير/كانون الثاني 1060م سار السلطان طغرل بك حتى لقي البساسيري و جنده في ذي الحجة على طريق الكوفة، ووقف البساسيري في جماعته، وحمل عليه الجيش، فأسر جماعة من أصحاب البساسيري. ضرب فرس البساسيري بنشابة، وسقط عن الفرس، ووقع في وجهه ضربة، ودل عليه بعض الجرحى، فأخذه كمشتكين دواتي عمِيد المُلك الكُنْدُرِيّ وقتله، وحمل رأسه إلى السلطان. أمر طغرل بك بحمل رأس البساسيري إلى دار الخلافة، فحمل إليها وصلب قبالة باب النوبي. وكان في أَسْرِ البساسيري جَماعةٌ مِن النِّساءِ المُتَعَلِّقات بدارِ الخِلافةِ، فأُخِذْنَ، وأُكرِمْنَ، وحُمِلْنَ إلى بغداد.
يقول المقريزي في تاريخه عنها: "وافت العساكر (السلجوقية) البساسيريَّ ودُبيْسَ بن مَزْيَد، فكانت بينهم حروب آلت إلى انهزام دُبيس ووقوع ضَرْبة في وجه البساسيري سقط منها عن فرسه، فأُخذ وقُتل، وحُملت رأسه إلى طغرل بك فبعث بها إلى الخليفة القائم، فطيف بها على قناة في بغداد".